# Niels Bjørn Larsen
Niels Bjørn Larsen (Copenaghen, 15 ottobre 1913 – 13 marzo 2003) è stato un ballerino, direttore artistico e mimo danese.

## Biografia
Fu ammesso alla Scuola del Balletto Reale Danese nel 1920 e nel 1933 fece il suo esordio con la compagnia nel balletto di Harald Lander Gudindernes Strid. Nel 1942 fu promosso al rango di primo ballerino.
Durante gli anni 1930 girò per l'Europa e gli Stati Uniti in tournée con il mimo svizzero Trudi Schoop, da cui apprese le tecniche che lo resero a sua volte un apprezzato mimo e ballerino caratterista. Fu diretto del Balletto Reale Danese dal 1951 al 1956 e poi ancora dal 1961 al 1965; inoltre tra il 1956 e il 1980 fu direttore del Pantomimeteatret dei Tivoli. In veste di coreografo ha creato nuove coreografie per i due teatri che dirigeva, facendo anche alcuni incursioni del mondo del cinema, tra cui una come coreografo di Katinka - Storia romantica di un amore impossibile di Max von Sydow nel 1988.
Nel 1946 sposò la pianista Elvi Henriksen e la coppia ebbe una figlia, la ballerina e coreografa Dinna Bjørn. Morì nel marzo 2003, due mesi dopo la moglie, all'età di 89 anni.